# Campel (Capodistria)
Campel, anche Campello (Kampel in sloveno) è una frazione di 699 abitanti del comune sloveno di Capodistria, il principale comune dell'Istria settentrionale.
L'abitato di Campel si sviluppa tra strada pedemontana che collega Vanganello a Capodistria e le pendici del monte S. Marino o Bossamarino.